# 승리거리
승리거리(勝利-)는 조선민주주의인민공화국의 수도 평양직할시 중구역에 있는 도로이다. 이 거리는 평양대극장에서 시작되어 김일성광장과 만수대지구를 지나서 조선혁명박물관까지 연결된다.
이 거리에는 평양대극장과 대동강여관, 김일성광장에 있는 인민대학습당과 조선미술박물관, 조선중앙력사박물관과 평양제1백화점과 같은 큰 건물이 있다.
과거에는 소련의 최고 지도자였던 이오시프 스탈린의 이름을 따서 쓰딸린거리(표준어: 스탈린거리)라고 불렀지만 1970년대에 스탈린 격하 운동의 일환에 따라 지금과 같은 이름으로 바뀌었다.
북쪽에 있는 만수대지구는 2012년 45층짜리 초고층 아파트를 건설하였으며, 아동백화점과 선경종합식당, 해맞이식당이 들어서고 있다. 김정일 국방위원장과 김정은 제1비서가 아파트를 방문하였다.